# Oile privesc în sus
Oile Privesc în sus (1972) (titlu original The Sheep Look Up) este un roman science-fiction al scriitorului britanic John Brunner. Cadrul romanului este distopic, cartea având ca subiect principal deteriorarea mediului în Statele Unite. Romanul a primit o nominalizare pentru Premiul Nebula la categoria "Cel mai bun roman" în 1972.
Titlul romanului este un citat din poemul Lycidas de John Milton:
Flămânde, oile privesc în sus și nu-s hrănite,
Umflate doar, cu vânt și ceața deasă, ce-o respiră,
Și putrezesc pe dinăuntru, iar molima se-ntinde

## Intriga
Odată cu ascensiunea unui guvern sponsorizat de corporații, poluarea din orașele mari a atins nivele extreme și sănătatea majorității oamenilor a fost afectată într-un fel sau altul. Marea Mediterană a devenit o cloacă pestilențială, New Yorkul este spălat periodic de ploi acide, apa de la robinet nu este potabilă, aproape toți oamenii suferă de alergii și intoleranțe, microbii rezistă la antibiotice, iar dăunătorii la insecticide, alimentele sunt puține și alterate de pesticide, iar speranța de viață scade continuu.
La fel ca în cazul romanului Zanzibar, există mai multe planuri narative și multe personaje din carte nu se întâlnesc între ele, unele apărând doar în una sau două viniete. De asemenea, în loc de capitole, cartea este împărțită în secțiuni care variază în lungime de la câteva fraze la mai multe pagini.
Personajul Austin Train din Oile privesc în sus are un rol similar celui al lui Xavier Conroy din Orbită periculoasă sau al lui Chad Mulligan din Zanzibar: este un academician care, în ciuda prezicerii și interpretării schimbărilor sociale, este deziluzionat de faptul că societatea nu-l ascultă. Personajul este folosit atât pentru a conduce acțiune cât și pentru a explica cititorului povestea din spatele evenimentelor.
Către sfârșitul cărții, nemulțumirea locuitorilor Statelor Unite - datorată unei combinații de sănătate precară, penurie de alimente, ineficiență a serviciilor (medical, polițienesc), deziluzie cauzată de conducere, guvern opresiv, creștere a incidenței malformațiilor congenitale datorate poluării - duc la o revoltă națională, toate serviciile (militar, guvernamental, privat, de infrastructură) colapsând. Reprezentativ pentru implicațiile mondiale ale acestei stări de lucruri este pasajul în care o femeie irlandeză, simțind miros de fum, îi spune medicului care venise în vizită: "Ar trebui chemați pompierii! S-a aprins vreo șură?". Acesta replică: "Pompierii vor trebui să facă drum lung. E în America. Vântul bate din partea aceea...".

## Opinii critice
Deși a fost nominalizată la premiul Nebula, cartea nu a mai fost reeditată multă vreme. David Brin a plasat cartea în contextul perioadei politice, sociale și culturale în care a trăit Brunner. Ecologistul James John Bell a tratat cartea ca pe o profeție, identificând paralele între evenimentele relatate în ea și situațiile care au succedat-o în lumea reală: "Cuvintele sale au un fel de putere gnostică în ele, deschizând pasaje către lumea reală pentru personaje". El reamrcă faptul că "marioneta de președinte a lui Brunner, alintată Prexy, amintește de Dubya al nostru". Sabotajul Frontului de Eliberare a Pământului este extras direct din paginile cărții. Scriitorul William Gibson a remarcat și el acest lucru într-un interviu acordat în anul 2007: Nimeni, poate în afara defunctului John Brunner în sclipitorul său roman "Oile privesc în sus", nu a descris în science fiction ceva care să semene perfect cu realitatea anului 2007 așa cum o cunoaștem.